# Макензи (Тенеси)
Макензи (енгл. McKenzie) град је у америчкој савезној држави Тенеси.

## Демографија
По попису из 2010. године број становника је 5.310, што је 15 (0,3%) становника више него 2000. године.
| Група             | 2000.         | 2010.         |
| Белци             | 4.324 (81,7%) | 4.180 (78,7%) |
| Афроамериканци    | 754 (14,2%)   | 835 (15,7%)   |
| Азијати           | 18 (0,3%)     | 17 (0,3%)     |
| Хиспаноамериканци | 114 (2,2%)    | 175 (3,3%)    |
| Укупно            | 5.295         | 5.310         |